# یادمان قهرمانان گتو
یادمان قهرمانان گتو (به لهستانی: Pomnik Bohaterów Getta) در ورشوی، لهستان، بنای یادبود قیام گتوی ورشو در سال ۱۹۴۳ در زمان جنگ جهانی دوم است. این یادمان در منطقه‌ای قرار دارد که قبلاً بخشی از گتوی ورشو بود، و جایی که اولین درگیری مسلحانه قیام رخ داد.
این یادمان بین سال‌های ۱۹۴۶ تا ۱۹۴۸ ساخته و در آوریل ۱۹۴۸ رونمایی شد.
بخش غربی این بنای تاریخی مجسمه‌ای برنزی از شورشیان - مردان، زنان و کودکان مسلح به تفنگ و کوکتل مولوتف را نشان می‌دهد. شخص اصلی در این دیوارنگاره مردخای آنیلویچ (۱۹۱۹–۸ مه ۱۹۴۳)، رهبر گروه مبارز یهودی (به لهستانی Żydowska Organizacja Bojowa؛ مخفف ŻOB) در جریان قیام بود.

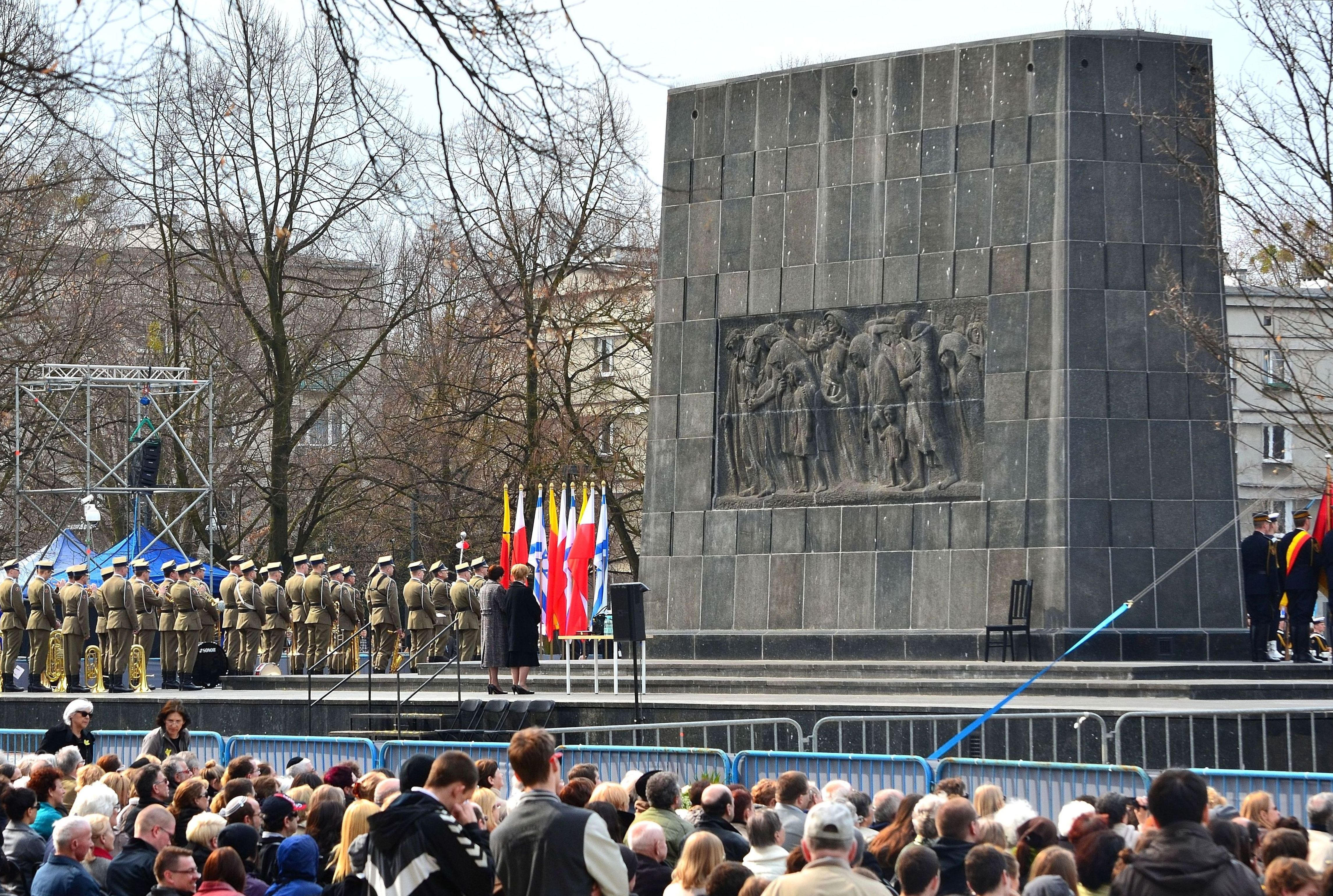
ضلع شرقی بنای تاریخی

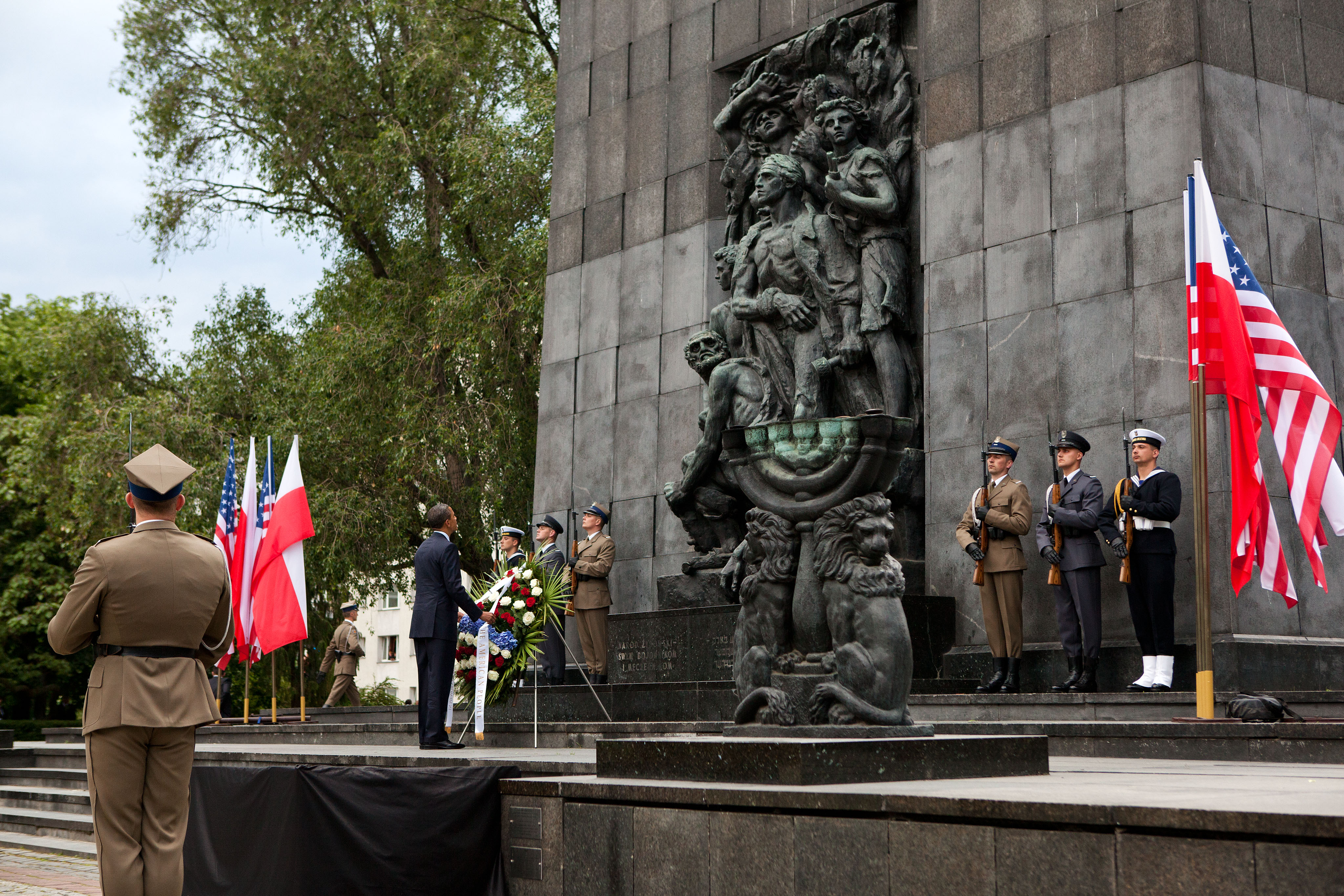
رئیس‌جمهور باراک اوباما در حال بازدید یادمان در سفر خود به لهستان، ۲۷ مه ۲۰۱۱

قسمت شرقی این بنا نشان دهنده آزار و اذیت یهودیان توسط ستمگران آلمان نازی است. در این بنا یک تابلوی سه زبانه وجود دارد که می‌گوید: «ملت یهود به مبارزان و شهدای خود».

## رویدادهای مربوط به یادبود
زانوزدن ورشو (به آلمانی Warschauer Kniefall) به زانو زدن ویلی برانت در مقابل یادبود در سال ۱۹۷۰ گفته می‌شود. وی زمانی که صدراعظم آلمان غربی بود از این یادمان بازدید کرد.